# Macon megye (Missouri)
Macon megye az Amerikai Egyesült Államokban, azon belül Missouri államban található. Megyeszékhelye és legnagyobb városa Macon. Lakosainak száma 15 209 fő (2020. április 1.). Macon megye Adair, Knox, Shelby, Randolph, Chariton, Linn és Monroe megyékkel határos.

## Népesség
A megye népességének változása:
| Lakosok száma | 15 603 | 15 493 | 15 578 | 15 544 | 15 335 | 15 209 |
|               | 2010   | 2011   | 2012   | 2013   | 2015   | 2020   |